# Tower Air
Tower Air war eine US-amerikanische Fluggesellschaft mit Sitz in New York City und Basis am dortigen John F. Kennedy International Airport. Das Unternehmen führte neben touristischen und militärischen Charterflügen auch Linienflüge durch. Zudem betrieb die Gesellschaft ihre Flugzeuge im Wet-Lease für andere Fluggesellschaften. 

## Zeitraum 1982 bis 1989
Tower Air wurde im August 1982 als Tochterunternehmen des Reiseveranstalters Tower Travel Corporation von Morris K. Nachtomi gegründet, um Flugreisen nach Israel und Europa zu vermarkten. Im ersten Jahr besaß das Unternehmen keine eigenen Flugzeuge, sondern ließ die Charterdienste von der Fluggesellschaft Metro International Airways mit einer Boeing 747-100 ausführen. Im November 1983 erwarb Tower Air dieses Flugzeug und setzte es im IT-Charterverkehr sowie auf einer gleichzeitig eröffneten Linienstrecke von New York über Brüssel nach Tel Aviv ein.
Nachdem sie 1984 und 1985 je eine weitere Boeing 747-100 erworben hatte, eröffnete Tower Air ein von New York ausgehendes nationales Linienflugnetz nach Los Angeles, San Francisco und Miami, auf dem das Unternehmen mit sehr niedrigen Preisen gegen die etablierten Fluggesellschaften sowie gegen die Billigfluggesellschaft People Express antrat. Zur Kosteneinsparung waren die Maschinen mit einer engen Bestuhlung für 480 Passagiere ausgestattet und der Umfang des Bordservices auf ein Minimum reduziert worden. Auch nach der Ausweitung der Linienflüge blieb der Charterflugverkehr das Hauptgeschäftsfeld der Gesellschaft.
Daneben betätigte sich Tower Air ab 1987 im Wet-Lease-Bereich und setzte eine Boeing 747 im Auftrag von Air Jamaica ein. Im Jahr 1989 wurde ein ähnlicher Mietvertrag mit der britischen Air Europe geschlossen. 

## Zeitraum 1990 bis 2000

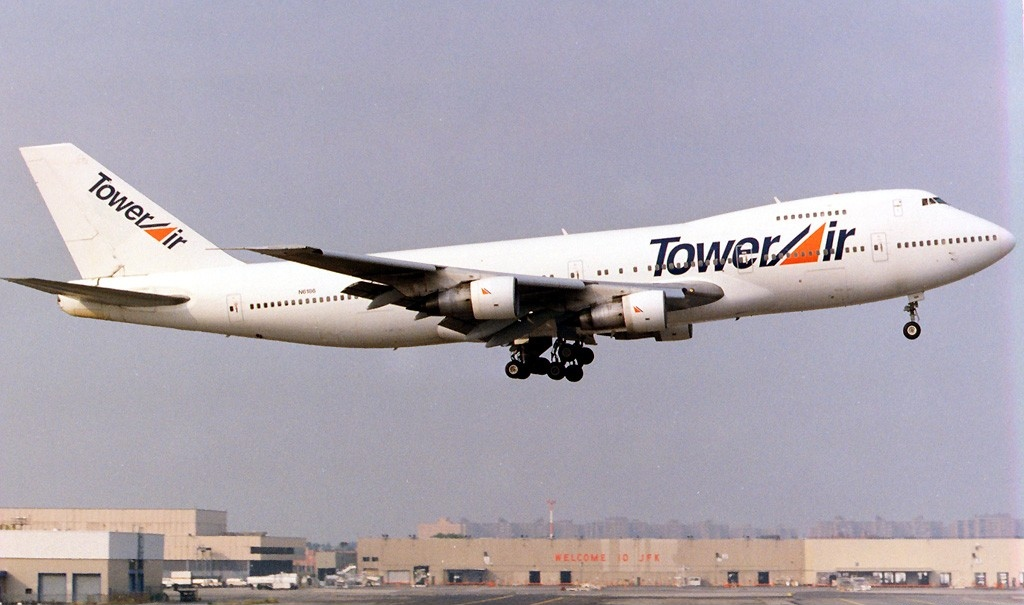
Eine Boeing 747-200 der Tower Air, 1993

Ab August 1990 führte Tower Air während des Zweiten Golfkriegs über 300 Charterflüge für das US-Verteidigungsministerium durch, um Truppen aus den USA und Europa an den Persischen Golf zu verlegen. Durch diese Aufträge konnte die Gesellschaft weiter expandieren und ihre Flotte bis März 1991 auf sieben Boeing 747 vergrößern. Weitere militärische Auftragsflüge erfolgten unter anderem im Rahmen des UNOSOM-Einsatzes in Somalia sowie während des Kosovokriegs. 
Tower Air erhielt im Juli 1993 ihr erstes Frachtflugzeug des Typs Boeing 747 und setzte es weltweit für verschiedene Logistikunternehmen ein. Zwei weitere Frachtmaschinen ergänzten 1995 die Flotte. Im selben Jahr führte die Gesellschaft erstmals Haddsch-Flüge für Mekka-Pilger im Auftrag von Saudi Arabian Airlines, Air India und Garuda Indonesia durch. 
Ende der 1990er-Jahre geriet Tower Air aufgrund von häufigen Verspätungen und technisch bedingten Flugausfällen in die Kritik. Das Alter der eingesetzten Flugzeuge sowie der eingeschränkte Service verstärkten den negativen Eindruck in der Öffentlichkeit. Am 29. Februar 2000 beantragte die Gesellschaft Gläubigerschutz nach dem Chapter 11 des US-Insolvenzrechts. Im Folgemonat wurden  Verhandlungen mit der israelischen Fluggesellschaft El Al über eine Beteiligung an dem Unternehmen geführt. Diese Gespräche blieben erfolglos. In Ermangelung eines Investors stellte Tower Air den Flugbetrieb am 1. Mai 2000 ein und gab am 28. November 2000 ihr Air Operator Certificate zurück.

## Ziele
Tower Air führte zivile Charterflüge nach Israel, Europa, Südamerika (insbesondere Brasilien), in die Karibik und ab Mitte der 1990er-Jahre auch nach Ostasien durch. Das Unternehmen bot zum Zeitpunkt der Betriebseinstellung von New York ausgehende Linienverbindungen nach Miami, San Juan und Tel Aviv an. Zuvor wurden im Linienflugverkehr folgende Städte bedient: Athen, Berlin, Brüssel, Fort Lauderdale, Köln, Kopenhagen, Las Vegas, Los Angeles, Paris, San Francisco und Santo Domingo. Einige dieser Zielorte wurden nur einmal wöchentlich angeflogen.

## Flotte

### Flotte bei Betriebseinstellung
Zum Zeitpunkt der Einstellung des Flugbetriebs bestand die Flotte der Tower Air aus 16 Maschinen der Typen Boeing 747-100 und Boeing 747-200, von denen bereits mehrere in einem luftuntüchtigen Zustand eingelagert waren.

## Zwischenfälle
- Am 20. Dezember 1995 verunglückte eine mit 468 Personen besetzte Boeing 747-100 (Luftfahrzeugkennzeichen: N605FF) der Tower Air beim Start auf dem Flughafen New York-John F. Kennedy. Bei einer Geschwindigkeit von 80 Knoten (148 km/h) begann die Maschine auf der schneebedeckten Startbahn 04L nach links auszubrechen. Die Besatzung entschied sich zu einem Startabbruch. Weil die Bremsen sowie die Lenkung des Bugrades auf der rutschigen Piste nicht ansprachen und die Besatzung es versäumte, die Schubumkehr der Maschine einzusetzen, verließ das Flugzeug die Startbahn, kollidierte mit einem Transformatorenhäuschen und kam mit abgerissenen Fahrwerken zum Stillstand. Eine Flugbegleiterin wurde schwer, 24 Passagiere leicht verletzt. Es wurden mehrere Unfallursachen festgestellt: Das Versäumnis des Flugkapitäns, den Start rechtzeitig abzubrechen sowie die erneute Anwendung des Vorwärtsschubs durch den Kapitän, bevor das Flugzeug die linke Seite der Landebahn verließ, trugen zur Stärke des Verlassens der Landebahn und zur Beschädigung des Flugzeugs bei. Hinzu kamen die von Tower Air und der Boeing Commercial Airplane Group entwickelten unzureichenden Betriebsverfahren für Boeing 747-Flugzeuge auf rutschiger Landebahn und die unzureichende Genauigkeit der Boeing 747-Flugsimulatoren für den Betrieb auf rutschiger Landebahn. Das Flugzeug wurde als Totalverlust abgeschrieben.[11][12]